# Wilson Quinteiro
Wilson Luiz Darienzo Quinteiro (Maringá, 8 de abril de 1971) é um advogado e político brasileiro, foi deputado estadual.

## Biografia
Sua atuação política começou no movimento estudantil, onde presidiu o Centro Acadêmico Horácio Raccanello Filho, do curso de Direito, além de ter atuado na direção do Diretório Central dos Estudantes da Universidade Estadual de Maringá. Formou-se em Direito pela Universidade Estadual de Maringá, atuando na advocacia desde 1994, como especialista em Direito do Consumidor e Direito Eleitoral.
Candidatou-se a prefeito de Maringá em 2004, 2008, 2012 e 2016, não obtendo sucesso.
Foi diretor de Operações do Banco Regional de Desenvolvimento do Extremo Sul (BRDE) e presidente da ParanaPrevidência, durante parte do governo Beto Richa.

## Desempenho eleitoral
| Ano  | Eleição              | Partido | Cargo             | Votos para Wilson | Votos para Wilson       | Votos para Wilson | Resultado  | Ref    |
| Ano  | Eleição              | Partido | Cargo             | Votos             | %                       | P.                | Resultado  | Ref    |
| ---- | -------------------- | ------- | ----------------- | ----------------- | ----------------------- | ----------------- | ---------- | ------ |
| 2004 | Municipal de Maringá | PSB     | Prefeito          | 10.033            | 5,74% (Primeiro Turno)  | 5°                | Não Eleito | [ 6 ]  |
| 2006 | Estadual do Paraná   | PSB     | Deputado Estadual | 24.307            | 0,45%                   | -                 | Suplente   | [ 7 ]  |
| 2008 | Municipal de Maringá | PSB     | Prefeito          | 14.457            | 7,87% (Primeiro Turno)  | 3°                | Não Eleito | [ 8 ]  |
| 2010 | Estadual do Paraná   | PSB     | Deputado Estadual | 43.791            | 0,84%                   | -                 | Suplente   | [ 9 ]  |
| 2012 | Municipal de Maringá | PSB     | Prefeito          | 20.661            | 10,54% (Primeiro Turno) | 3°                | Não Eleito | [ 10 ] |
| 2014 | Estadual do Paraná   | PSB     | Deputado Estadual | 41.195            | 0,72%                   | -                 | Suplente   | [ 11 ] |
| 2016 | Municipal de Maringá | PSB     | Prefeito          | 42.510            | 21,86% (Primeiro Turno) | 3°                | Não Eleito | [ 12 ] |
| 2018 | Estadual do Paraná   | PSDB    | Deputado Estadual | 15.491            | 0,27%                   | -                 | Suplente   | [ 13 ] |

1. ↑  «Perfil de Wilson Quinteiro no portal da ALEP». Consultado em 15 de março de 2014. Arquivado do original em 15 de março de 2014
2. ↑  «UOL Eleições 2010 - Wilson Quinteiro». Consultado em 15 de março de 2014. Arquivado do original em 15 de março de 2014
3. ↑  «Perfil de Quinteiro». Consultado em 24 de julho de 2018
4. ↑  «UOL Eleições 2012 - Wilson Quinteiro». Consultado em 15 de março de 2014
5. ↑  «Wilson Quinteiro é suplente de Bernardo Carli na Assembleia». Paraná Portal. Consultado em 24 de julho de 2018
6. ↑  «UOL Eleições 2004». eventos.noticias.uol.com.br. Consultado em 17 de outubro de 2024
7. ↑  «Folha Online - Especial - 2006 - Eleições - Apuração - Paraná (1º turno)». eleicoes.folha.uol.com.br. Consultado em 17 de outubro de 2024
8. ↑  «Folha Online - Especial - 2008 - Eleições». www1.folha.uol.com.br. Consultado em 17 de outubro de 2024
9. ↑  «Apuração 1° turno - Paraná | G1 - Eleições 2010». g1.globo.com. Consultado em 17 de outubro de 2024
10. ↑  «Apuração das Eleições 2012 em Maringá | Paraná | G1». g1.globo.com. Consultado em 17 de outubro de 2024
11. ↑  «Resultado das Apurações dos votos das Eleições 2014 no Paraná para Governador, Senador, Deputados Federais e Deputados Estaduais». Eleições 2014 no PR. Consultado em 17 de outubro de 2024
12. ↑  «Resultado da apuração das Eleições 2016 em Maringá para prefeito e vereador». g1. Consultado em 17 de outubro de 2024
13. ↑  «Deputados estaduais eleitos no Paraná». Eleições 2018. 10 de julho de 2018. Consultado em 17 de outubro de 2024